# Günter Gerlach (Musiker)
Günter Gerlach (* 4. Mai 1928 in Berlin-Lankwitz; † 8. Juni 2003 in Berlin) war ein deutscher Kirchenmusiker, Schulmusiker und Komponist.

## Leben und Schaffen
Bereits im Alter von 14 Jahren war er in seiner Gemeinde als Organist tätig. Nach der Schule studierte er Bratsche, Orgel, Chorleitung und Komposition unter anderem bei Joseph Ahrens und bei dem Hindemith-Schüler Konrad Friedrich Noetel. Er legte seine Abschlussprüfung 1952 an der Berliner Hochschule für Musik ab.
Bereits während seines Berufslebens als Organist und Chorleiter in den Kirchen St. Elisabeth in Berlin-Schöneberg (bis 1959) und Heilige Familie in Berlin-Lichterfelde widmete er sich dem Schaffen eigener Werke. Zusätzlich war er von 1960 bis 1991 Lehrer für Musik am Canisius-Kolleg in Berlin-Tiergarten. Er hatte dort auch die Leitung des Schulchores inne, welchen er auf so hohes Niveau brachte, dass er mit ihm mehrmals in Radio und Fernsehen (SFB) zu hören und zu sehen war. Für diese Arbeit erhielt er 1967 eine „Auszeichnung für besondere künstlerische Leistungen“ des Senators für Schulwesen.
Die Schwerpunkte seines kompositorischen Schaffens nach der Pensionierung 1995 umfassten traditionelle Mittel – bis hin zur Gregorianischen Musik in moderner Tonsprache. Er unterrichtete auch privat, zu seinen Schülern zählte u. v. a. Jury Everhartz.

## Medienauftritte

### Mit dem Knabenchor des Canisius-Kollegs
- November 1967, SFB, „Singen der Berliner Schulchöre“
- März 1969, SFB, „Katholische Morgenfeiern“ in der Kirche Heilige Familie
- 1970, ARD, Uraufführung Stationen des Kreuzwegs der Kirche
- 1971, SFB, „Musische Wochen“
- Juni 1980, Deutsches Fernsehen (?), 86. Deutscher Katholikentag
- April 1980, ZDF, Sonntagsgottesdienst aus der St.-Canisius-Kirche

### Berichte in der Presse
- 16. Mai 1973, der Tagesspiegel über sein Schaffen: „Gern unternimmt man an einem Sonntag den Ausflug zur Kirche Heilige Familie in Lichterfelde (...). Immer wieder spielt sich dort kirchenmusikalisch recht Bemerksames ab.“
- 2. Mai 1993, Bernhard Kytzler, Musikwissenschaftler und Professor emeritus an der FU Berlin, in der Katholischen Kirchenzeitung: „Wie in der Fügung seiner Textauswahl, so bringt Gerlach auch in seiner Tonsprache die musikalischen Mittel der Tradition mit den Möglichkeiten der Moderne in Verbindung. Gregorianischer Gestus integriert freitönige Passagen, althergebrachte strenge Formeln mischen sich mit Rhapsodischem zu ausgewogenen anziehenden Klanggestalten. Ein eigenes kompositorisches Profil, das zu beschreiben nicht einfach, zu erleben aber unmittelbar zugänglich ist.“

## Werke
- Dies irae, dies illa (1955)
- Orgelimprovisation auf der CD In psalmis et hymnis der Berliner Choralschola (1993)
- Lobgesang der drei Jünglinge im Feuerofen, uraufgeführt 1980 in der Philharmonie Berlin vom Vokal-Ensemble Stuttgart und dem Symphonie-Orchester des NDR unter der Leitung von Hans Zanotelli
- Hymnus Veni Creator für Chor, Bariton, zwei Sprecher und Orchester. Uraufgeführt 1987 vom Chor der Sankt-Hedwigs-Kathedrale unter Roland Bader
- Mitten wir im Leben sind Introduktion und Choral für Posaune und Orgel (1969). Partitur und Stimme. Verlag Dohr, ISMN M-2020-1050-1
- Victimae paschali laudes, Sequenz opus 4 für Orgel (1954) Verlag Dohr, ISMN M-2020-0969-7
- Der Kreuzweg  für Orgel, Berliner Chormusik-Verlag/Edition Musica Rinata (2008)